# Mary Mallon

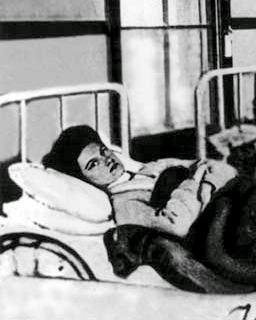
Mary Mallon hospitalizada

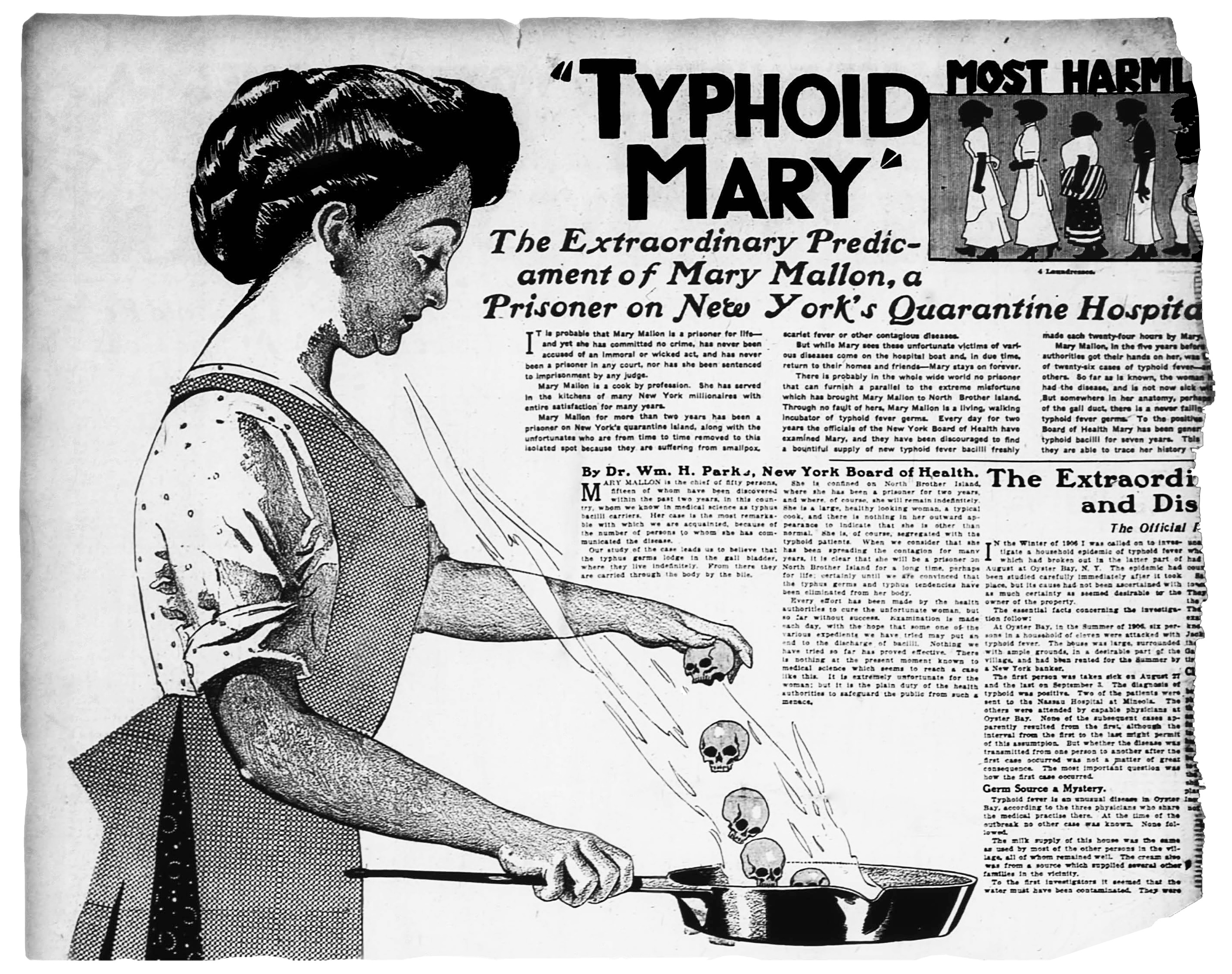
Mary Mallon foi apelidada de "Maria tifóide"

Mary Mallon (23 de setembro de 1869, Cookstown, Condado de Tyrone, Irlanda do Norte — 11 de novembro de 1938, Bronx, Nova York, Estados Unidos), também conhecida como Maria Tifoide, pelo fato de, mesmo estando (praticamente) saudável, ter continuado a transmitir uma infeção de febre tifóide.
Mary emigrou sozinha para os Estados Unidos em 1883. Embora tenha contraído febre tifoide, seu caso foi de gravidade baixa. Seu organismo conseguiu deter os efeitos nocivos da bactéria que causa a doença, mas continuou capaz de transmitir a enfermidade a outras pessoas, ainda que estivesse aparentemente saudável.

## Investigação
No final de 1906, Mallon foi contratada por Walter Bowen, cuja família morava em Park Avenue.  A criada da família adoeceu em 23 de janeiro de 1907, e logo a única filha de Charles Warren contraiu febre tifóide e morreu.  Este caso ajudou a identificar Mallon como a fonte das infecções.  George Soper, um investigador contratado por Warren após o surto em Oyster Bay, tentava determinar a causa de surtos de febre tifóide em famílias abastadas, quando se sabia que a doença geralmente atingia ambientes insalubres.  Ele descobriu que uma cozinheira irlandesa, que se encaixava na descrição física que havia recebido, estava envolvida em todos os surtos.  Ele não conseguiu localizá-la porque ela geralmente saía após o início do surto, sem fornecer um endereço de encaminhamento.  Soper então soube de um surto ativo em uma cobertura na Park Avenue e descobriu que Mallon era a cozinheira.  Dois dos empregados da casa foram hospitalizados e a filha da família morreu de febre tifóide.
Soper conheceu Mallon na cozinha dos Bowens e a acusou de espalhar a doença.  Embora o próprio Soper tenha lembrado seu comportamento como "o mais diplomático possível", ele enfureceu Mallon e ela o ameaçou com um garfo.  Quando Mallon se recusou a dar amostras, Soper decidiu compilar uma história de cinco anos de seu emprego.  Ele descobriu que das oito famílias que contrataram Mallon como cozinheira, membros de sete alegaram ter contraído febre tifóide.  Então Soper descobriu onde morava o amante de Mallon e marcou uma nova reunião lá.  Ele levou o Dr. Raymond Hoobler na tentativa de convencer Mary a fornecer amostras de urina e fezes para análise.  Mallon novamente se recusou a cooperar, acreditando que a febre tifóide estava em toda parte e que os surtos haviam acontecido por causa de água e alimentos contaminados.  Naquela época, o conceito de portadores saudáveis era desconhecido até para os profissionais de saúde.
Como não detinha grandes qualificações profissionais, trabalhou como empregada doméstica nas vizinhanças de Nova Iorque, exercendo a função de cozinheira entre 1900 e 1907, período em que contaminou dezenas de pessoas—com um caso fatal, inclusive. Constatada sua situação, foi isolada em um hospital pelas autoridades sanitárias, tendo sido liberada após 3 anos, com a condição de que não voltasse a manipular alimentos. Entretanto, em 1915 voltou a cozinhar, reiniciando a difusão da doença. Por conta disso, Mary foi confinada numa "quarentena" que durou o resto de sua vida. Faleceu aos 69 anos, vítima de pneumonia. A autópsia revelou que ela continuava uma potencial irradiadora da febre tifoide.
À época, a atitude do poder público e da sociedade face a Mary foi tida por alguns indivíduos como uma manifestação do preconceito contra os imigrantes, especialmente os irlandeses. No entanto, o desenrolar dos fatos mostrou que ela era responsável por contaminar outras pessoas.
Desde então, "Maria Tifoide" (em inglês, Typhoid Mary) é um termo usado para designar aquele(a) que, aparentemente saudável, é capaz de transmitir doenças aos demais, especialmente quando se recusa a fazer exames ou a tomar atitudes para minimizar o risco de propagação de moléstias graves. Exemplo recente deste comportamento pode ser verificado na propagação da AIDS.
"Maria Tifoide" é, também, o nome de uma personagem da Marvel, criado em 1988.